# スクラレン
スクラレン(Sclarene)は、マキ属のPodocarpus halliiの葉に含まれるジテルペンである。